# Roc Roi (Farrera)
El Roc Roi és una muntanya de 1.974 metres que es troba entre els municipis de Farrera i de Llavorsí, a la comarca del Pallars Sobirà.